# Cottanello
Cottanello är en ort och kommun i provinsen Rieti i regionen Lazio i Italien. Kommunen hade 536 invånare (2018).